# Мрежа креативних градова
Мрежа креативних градова (Creative Cities Network (UCCN)) је пројекат УНЕСКО-а. Има за циљ да слави и одржава културну разноликост. У том циљу, градови чланови деле своја искуства у одржавању локалног културног наслеђа и разговарају о плановима како да се носе са глобализацијом .
Једна од улога Унеска је да одржава листу места светске природне и културне баштине. Та места се сматрају важним природним или историјским местима или објектима чије очување је важно за целокупну светску заједницу.

## Намера и функција
Мрежа има за циљ јачање културног идентитета градова чланица, упркос растућем тренду ка интернационализму.
Циљ УНЕСКО програма је да уједини јавне и приватне партнере и друштва и да промовише креативну економију . Треба побољшати међународну размену и развити нове сарадње. За ову награду могу се пријавити градови који испуњавају различите културне критеријуме.
Пројекат има за циљ да истакне истакнути аспект културе ових градова и пронађе начине за јачање значаја овог културног добра у животу града, локалној економији и друштвеном развоју. Аспекти културе који се узимају у обзир у пројекту су књижевност, филм, музика, народна уметност, дизајн, медији и гастрономија. За сваки од ових аспеката постоји посебна награда.

## Специјалне награде

### УНЕСКО град књижевности
Награда Унеска за урбану културу града књижевности је нова награда УНЕСКО-а установљена 2004. године и одвија се у оквиру новог програма Креативни градови. Не треба га мешати са дугогодишњим насловом Светска престоница књиге.
Француска, Ангулем, (2019); Ирак, Багдад (2015); Шпанија, Барселона (2015); Либан, Бејрут (2019); Пољска, 
Вроцлав (2019); Јужна Кореја, Бучон (2017); Ирска, Даблин, (2010),Нови Зеланд, Данидин, (2014); Јапан Дурбан (2017),
Уједињено Краљевство, Единбург, (2004);Уједињено Краљевство, Ексетер, (2019); Шпанија, Гранада, (2014);
Немачка, Хајделберг, (2014); Сједињене Америчке Државе, Ајова Сити (2008); Пољска, Краков, (2013);Финска, Кухмо, (2019); Пакистан, Лахор, (2019); Холандија, Леуварден, (2019); Норвешка, Лилехамер, (2017); Словенија, Љубљана, (2015); Украјина, Лавов, (2015); Италија, Милано, (2017); Уједињено Краљевство, Манчестер, (2017); Аустралија, Мелбурн, (2008); Уругвај, Монтевидео, (2015); Кина, Нанкинг, (2019); Уједињено Краљевство, Норич, (2012); Уједињено Краљевство, Нотингем, (2015); Португал, Обидос, (2015); Украјина, Одеса, (2019); Чешка Република, Праг, (2014); Канада, Квебек,(2017); Исланд, Рејкјавик, (2011); Сједињене Америчке Државе, Сијетл, (2017); Ирак, Сулејманија, (2019); Исланд, Тарту, (2015); Русија, Уљановск, (2015); Холандија, Утрехт, (2017); Кореа, Вонџу, (2019); Пољска, Вроцлав, (2019).
Даље пријаве су у току; УНЕСКО има за циљ да формира глобалну мрежу књижевних градова.

### УНЕСКО град филма
Титула УНЕСКО града филма установљена је 2005. године.
Да бисте добили титулу, морају бити испуњени следећи услови:
- град треба да има јаку филмску инфраструктуру везану за биоскоп
- Требало би да постоје историјске везе са производњом, развојем и промоцијом филмског медија које су у културно релевантном контексту
- Кинематографско наслеђе требало би да нађе своје место у граду у виду архива, музеја, приватних колекција и филмских (колеџ) школа
- град је био намењен да буде домаћин филмских фестивала, пројекција и кинематографских догађаја
- Филмски ствараоци и уметници треба да имају своје место рођења, пребивалишта и/или рада у овом граду
- Требало би да постоје филмови о граду или са њим као амбијенту, по могућности од стране локалних филмских стваралаца

Следећи градови су до сада носили назив Унеско филмски град: 
Македонија, Битола, (2015); Уједињено Краљевство, Бредфорд, (2009); Уједињено Краљевство,Бристол, (2017); Јужна Кореја, Бусан, (2014); Ирска, Голвеј, (2014); Пољска, Лођ, (2017); Индија, Мумбај, (2019); Немачка, Потсдам, (2019); Кина, Кингдао, (2017); Италија, Рим, (2015); Бразил, Сантос, (2015); Босна и Херцеговина, Сарајево, (2019); Бугарска, Софија, (2014); Аустралија, Сиднеј, (2010); Шпанија, Тараса, (2017); Шпанија, Ваљадолид, (2019); Нови Зеланд, Велингтон, (2019); Јапан, Јамагата, (2017).

### УНЕСКО град музике
Аустарлија, Аделејд, (2015); Казахстан, Алмати, (2017); Португал, Амарант, (2017); Индонезија, Амбон, (2019); Нови Зеланд, Окланд, (2017); Колумбија, Богота, (2012); Италија, Болоња, (2006); Конго, Бразавил, (2013); Чешка, Брно, (2017); Индија, Ченај, (2017); Кореја, Тегу, (2017); Мароко, Есаура, (2019); Чиле, Фрутиллари, (2017); Белгија, Гент, (2009); Уједињено Краљевство, Глазгов, (2008); Јапан, Хамамацу, (2014); Немачка, Хановер, (2014); Куба, Хавана, (2019); Португал, Иданха-а-Нова, (2015); Сједињене Америчке Државе, Градско подручје Канзас Ситија, (2017); Русија, Казањ, (2019); Пољска, Катовице, (2015); Јамајка, Kingston, (2015); Демократска Република Конго, Киншаса, (2015); Турска, Киршехир, (2019); Португал, Леирија, (2019); Уједињено Краљевство, Ливерпул, (2015); Шпанија, Лирија, (2019); Немачка, Манхајм, (2014) Колумбија, Медељин, (2015); Француска, Мец(2019); Мексико, Морелија, (2017); Шведска, Норћепинг, (2017); Италија, Пезаро, (2017); Тринидад и Тобаго, Порт ов Спејн, (2019) Зеленортска острва, Праја, (2017); Палестина, Рамала, (2019); Бразил, Салвадор, (2015); Иран, Санандаџ, (2019); Доминиканска Република, Санто Доминго, (2019); Шпанија, Севиља, (2006); Јужна Кореја, Тонгиеонг, (2015) Колумбија, Валедупар, (2019); Чиле, Валпараисо, (2019); Индија, Варанаси, (2015); Мађарска, Веспрем, (2019); Србија, Врање, (2019).

### УНЕСКО Град заната и народне уметности
Саудијска Арабија, Ел Хаса, (2015); Парагвај, Арегуа, (2019); Египат, Асуан, (2005); Перу, Аиацуцхо, (2019); Филипини, Багуио Сити, (2017); Аустралија, Баларат, (2019); Авганистан, Бамијан, (2015); Иран, Бендер Абас, (2019); Португал, Барселос, (2017); Италија, Бјела, (2019); Португал, Калдас да Раиња(2019); Италија, Карара, (2017); Тајланд, Чијанг Мај, (2017); Еквадор, Chordeleg, (2017); Еквадор, Дуран, (2015); Италија, Фабријано, (2013); Бугарска, Габрово, (2017); Кина, Хангџоу, (2012); Јужна Кореја, Icheon, (2010); Иран, Исфахан, (2015); Хаити, Jacmel, (2014); Индија, Џајпур, (2015); Кина, Ђингдеџен, (2014); Јужна Кореја, Јињу, (2019); Бразил, Жоао Песоа, (2017); Аргентина, Каиро, (2017); Јапан, Каназава, (2009); Русија, Каргопољ, (2019); Турска, Кутахја, (2017); Француска, Limoges, (2017); Демократска Република Конго, Лубумбаши, (2015); Јордан, Мадаба, (2017); Бахреин, Насау, (2014); Буркина Фасо, Уагадугу, (2017); Сједињене Америчке Државе, Падјука, (2013); Индонезија, Пекалонган, (2014); Бенин, Порто Ново, (2017); Мексико, Сан Кристобал де лас Касас, (2015); Сједињене Америчке Државе, Санта Фе, (2005); Уједињени Арапски Емирати, Шарџа, (2019); Азарбејџан, Шаки, (2017); Того, Сокоде, (2017); Кина, Сукотаи, (2019); Кина, Суџоу, (2014); Јапан, Tamba-Sasayama, (2015); Мароко, Тетуан, (2017); Куба, Trinidad, (2019); Тунис, Тунис, (2017); Исланд, Виљанди, (2019).

### УНЕСКО град дизајна
Бахреин, Ал-Мухарак, (2019); Јапан, Асахикава, (2019); Азарбејџан, Баку, (2019); Индонезија, Бандунг, (2015); Тајланд, Бангкок, (2019); 
Немачка, Берлин, (2005); Шпанија, Билбао, (2014); Бразил, Бразилија, (2017); Мађарска, Будимпешта, (2015); Аргентина, Буенос Ајрес, (2005); Филипини, Цебу Цити, (2019); Бразил, Куритиба, (2014); Сједињене Америчке Државе, Детроит, (2015); Уједињени Арапски Емирати, Дубаи, (2017); Уједињено Краљевство, Данди, (2014); Бразил, Форталеза, (2019); Аустрија, Грац (2011); Аустралија, City of Greater Geelong, (2017); Вијетнам, Hanoi, (2019); Финска, Хелсинки, (2014); Мексико, Пуебла, (2015); Турска, Истанбул, (2017); Јапан, Кејптаун, (2017); Литванија, Каунас, (2015); Јапан, Кобе, (2008); Данска, Колдинг, (2017); Белгија, Кортрајк, (2017); Мексико, Мексико, (2017); Канада, Монтреал, (2006); Јапан, Нагоја, (2008); Кина, Пекинг, (2012); Француска, Сент Етјен, (2010); Коста Рика, Сан Хосе, (2019); Мексико, Сантијаго де Керетаро, (2019); Јужна Кореја, Сеул, (2010); Кина, Шангај, (2010); Кина, Шенжен, (2008); Сингапур, Сингапур, (2015); Италија, Торино, (2014); Кина, Вухан, (2017)

### УНЕСКО град медијских уметности
Сједињене Америчке Државе, Остин, (2015); Португал, Брага, (2017); Колумбија, Кали, (2019); Кина, Чангша, (2017); Сенегал, Дакар, (2014); Француска, Ангјен ле Бен, (2013); Мексико, Гвадалахара, (2017); Јужна Кореја, Квангџу, (2014); Немачка, Карлсруе, (2019); Словачка, Кошице, (2017);  Аустрија, Линц, (2014), Француска, Лион, (2008); Јапан, Сапоро, (2013); Израел, Тел Авив, (2014);Канада, Торонто, (2017); Данска, Виборг, (2019); Уједињено Краљевство, Јорк, (2014).

### УНЕСКО град гастрономије
Турска, Афионкарахисар, (2019); Италија, Алба, (2017); Перу, Арекипа, (2019); Бразил, Белем, (2015); Бразил, Бело Оризонте, (2019); Аустралија, Бендиго, (2019); Италија, Бергамо, (2019); Норвешка, Берген, (2015); Колумбија, Буенавентура, (2017); Шпанија, Бургос, (2015); Кина, Ченгду, (2010); Боливија, Кочабамба, (2017); Шпанија, Денија, (2015); Мексико, Ensenada, (2015); Бразил, Флоријанополис, (2014); Турска, Газијантеп, (2015); Турска, Антакија, (2017); Јапан, Херманус, (2019); Индија, Хајдерабад, (2019); Јужна Кореја, Чонџу, (2012); Макао, Макао, (2017); Мексико, Мерида (Мексико), (2019); Шведска, Естерсунд, (2010); Панама, Панама, (2017); Бразил, Парати, (2017); Италија, Парма, (2015); Тајланд, Пукет, (2015); Колумбија, Попајан, (2005); Еквадор, Портовјехо, (2019); Иран, Рашт, (2015); Сједињене Америчке Државе, Сан Антонио, (2017); Кина, Схунде, (2014); Јапан, Цуруока, (2014); Сједињене Америчке Државе, Тусон, (2015); Кина, Јангџоу, (2019); Либан, Захле, (2013).

## Веб линкови
- Мрежа креативних градова на сајту УНЕСКО- а (енглески)